# Cetinjska (Bělehrad)
Cetinjska (srbsky Цетињска) je ulice v hlavním městě Srbska, Bělehradu. Nachází se východně od historického jádra města. Spojuje prostranství před budovou Politiky v Makedonské ulici se severním okrajem Skadarské ulice. Je dlouhá zhruba 400 metrů. Pojmenována je po historickém hlavním městu Černé Hory, Cetinji. Administrativně spadá pod místní část Staré město (srbsky Stari grad).

## Historie
Rozhodnutí o pojmenování této ulice padlo v roce 1872. Současný název má od této doby a zůstal nezměněn.
V 21. století se ulice stala populárním místem pro návštěvníky srbské metropole především díky velkému počtu různých restaurací, kaváren a hospod. Velký počet návštěvníků a ubytovacích zařízení (především krátkodobých pronájmů) nicméně vyvolal reakci místních, která vedla až k soudnímu procesu s bělehradským magistrátem.

## Doprava
Jedná se o klidnou ulici se stromořadím, která slouží především pro lokální dopravu.

## Významné budovy
- Obchodní škola
- Základní škola Dragana Kovačeviće
- První ekonomická škola.